# Tropen Verlag
Der Tropen Verlag war zwischen 1998 und 2007 ein unabhängiger Buchverlag mit Sitz in Köln, ab 2004 in Berlin. Unter dem Namen Tropen besteht er seit 2007 als Imprint des Klett-Cotta Verlags in Stuttgart, seit 2019 in Berlin fort.

## Gründung und Programm
Der Tropen Verlag wurde 1998 von den damaligen Studenten Christian Ruzicska, Leander Scholz und Michael Zöllner gegründet. Das Programm bestand zunächst aus Büchern aus der Hacker- und Skateboard-Szene wie z. B.  den Hackertales von Denis Moschitto und William Evrim Sen oder den Broken Poems von Mark Gonzales.
Über die regionalen Grenzen hinweg schlagartig im Literaturbetrieb bekannt wurde der Verlag durch die Publikation der deutschen Übersetzung des schockierenden Romans Inzest der französischen Schriftstellerin Christine Angot im Jahre 2001 (deutsch von Christian Ruzicska und Colette Demoncey), in dem die inzestuöse Beziehung der Autorin zu ihrem Vater thematisiert wird, sowie durch die eigentliche Entdeckung des US-amerikanischen Autors Jonathan Lethem, dessen Romane ebenfalls ab 2001 im Tropen Verlag erschienen (deutsch von Michael Zöllner).
Die Titel erschienen in vier Buchreihen mit vorwiegend internationalen Autoren: carbon copy,  studiolo,  trojanische Pferde und  edition tropen.
2005 gründete Zöllner mit Tom Kraushaar die Tropen Verlag GmbH – ohne Ruzicska. Diesen Verlag brachten beide bei ihrer Übernahme der verlegerischen Geschäftsführung des Klett-Cotta Verlags 2007 in diesen ein, wo er seither als Imprint weiterbesteht. Ruzicska seinerseits gründete 2009 mit Susanne Schenzle den Verlag Secession.